# Mildert
Mildert (Limburgs: De Mîldert) is een buurtschap behorende tot de Limburgse gemeente Nederweert.
De buurtschap is gelegen aan een gelijknamige straat, vier kilometer ten westen van het dorp Leveroy.
Deze straat sluit in het zuiden aan op de N280, de provinciale weg tussen Weert en Roermond.
Het zuidelijke deel van Mildert ligt ingeklemd tussen het kanaal Wessem-Nederweert, de spoorlijn Budel - Vlodrop en de Tungelroyse Beek.
De Onze-Lieve-Vrouw-van-Rustkapel aan de Mildert is gewijd aan Onze-Lieve-Vrouw van Rust, en werd gebouwd in 1912.
Dorpen: Budschop · Leveroy · Nederweert · Nederweert-Eind · Ospel · Ospeldijk

Buurtschappen en gehuchten: Boeket · Bosserstraat · De Nieuwe Hoeven · Horick · Horickheide · Hulsen · Klaarstraat · Kreijel · Mildert · Nieuw- en Winnerstraat · Roeven · Schoor · Strateris · Waatskamp

Limburg: Steden en dorpen      Nederland: Provincies · Gemeenten